# Петровский, Михаил Андреевич
Михаил Андреевич Петровский (1764—1819) — генерал-майор русской императорской армии.

## Биография
Родился в 1764 году. Происходил из дворянского рода Петровских.
Воспитывался в Киевской духовной академии, откуда по предложению Антоновского на средства Дружеского учёного общества был определён в Московский университет; поступив в него 7 января 1783 года, он окончил его 6 марта 1786 года, изучив языки польский, французский и немецкий и прослушав курсы российского и латинского красноречия, логики и метафизики, истории и географии, чистой математики, нравственной философии, физики и российского практического законоискусства. Будучи студентом, он сотрудничал в издававшемся Н. И. Новиковым журнале «Покоящийся трудолюбец» (1784—1785) и занимался сочинением стихотворений.
По окончании университета М. А. Петровский поступил на службу в Новгородское губернское правление, а 3 февраля 1790 года был определён камергером в Санкт-Петербургский Ассигнационный банк, но в том же году перешёл в военную службу и 4 декабря 1790 года был назначен прапорщиком в Тобольский пехотный полк, а 1 января 1791 года определён военным секретарём в штаб графа И. П. Салтыкова.
Был произведён в капитаны (15 июня 1792), а затем в майоры (16 мая 1795) с переводом в Псковский драгунский полк. Перемещённый затем в лейб-кирасирский Его Величества полк (25 ноября 1796), М. А. Петровский был определён инспекторским адъютантом к фельдмаршалу Салтыкову (17 декабря 1796).
Подполковник с 16 мая 1798 года, полковники с 31 июля 1799 года; 2 января 1800 года был пожалован за ревностную службу орденом Св. Анны 2-й степени.
Выйдя в отставку 3 февраля 1800 года, М. А. Петровский 23 августа по Высочайшему повелению был определён присутствующим в Комиссариатский департамент, а 13 сентября — военным советником в Комиссариатскую экспедицию Военной коллегии, после чего, награждённый 4 февраля 1801 года бриллиантовым перстнем, 26 февраля 1803 года перешёл экспедитором в Департамент военно-сухопутных сил и 23 июня 1803 года был произведён в действительные статские советники; 6 июня 1804 года он был определён в Комиссариатский штат с переименованием в генерал-майоры и назначен управляющим Комиссией московского комиссариатского депо, причём 30 июля 1806 года был награждён орденом Св. Анны 2-й степени с алмазами.
Во время войны 1812 года он принимал участие в походах в России и за границей, и будучи 29 февраля по Высочайшему повелению назначен полевым генерал-кригс-комиссаром 1-й западной армии, 15 сентября за отличие получил орден Св. Владимира 3-й степени и тогда же, по предписанию князя М. И. Кутузова, был оставлен в Вильне для устройства русских и французских военно-временных госпиталей в городе и в Виленской, Смоленской, Могилевской, Минской, Гродненской губерниях и Белостокской области. В июле 1813 года вступил полевым генерал-кригс-комиссаром в составленную под командой Беннигсена польскую армию, а с октября назначен генерал-интендантом 2-й армии; занимая эту должность, он подал прошение об отставке и 30 сентября 1816 года был уволен от службы.
Был женат на Надежде Николаевне Дурново, дочери Николая Дмитриевича Дурново. Их дочери: Анна (1813—1888) и Варвара (?—1827).
Скончался 9 (21) марта 1819 года.